# Fraterhuis Petrus Donders
Het Fraterhuis Petrus Donders of Petrus Dondershuis is een voormalig klooster van de Fraters van Tilburg in de Nederlandse stad Tilburg.

## Achtergrond
De Fraters van Tilburg gaven les aan jongens in meerdere Tilburgse parochies. In 1934 werd in opdracht van de congregatie het klooster gebouwd. Architect Constant Panis was verantwoordelijk voor het ontwerp, waarbij hij zich liet inspireren door de expressionistische architectuur. Het gebouw is genoemd naar Peerke Donders, hoewel er geen direct verband is tussen hem en de Fraters van Tilburg. De vernoeming weerspiegelt de devotie voor deze plaatselijke missionaris, die in de negentiende eeuw werkte en stierf in een Surinaamse leprakolonie. Hij is echter pas veel later zalig verklaard en kon dus niet de patroonheilige zijn. Dat was Sint Norbertus.
De fraters hebben het pand in 1999 verlaten. Vanaf 2000 wonen er arbeidsmigranten in het pand.

## Beschrijving
Het L-vormig gebouw is opgetrokken in baksteen onder een plat dak. Het heeft twee haaks geplaatste vleugels rondom een binnenplaats. De entree bevindt zich in een uitbouw aan de linkerzijde van de voorgevel. In de gevels zijn met metselwerk en keramische tegels 48 kruizen geplaatst. Het bovenlicht boven de houten deur is voorzien van glas in lood, daarboven de naam van het gebouw: "FRATERHUIS PETRUS DONDERS". Aan deze zijde bevindt zich een kleine tuin. De hoekpartij op de hoek van het Kardinaal de Jongplein en de Pastoriestraat is hoger opgetrokken en komt uit in een achtkantige torentje, bekroond met ijzerwerk. In een nis onder het torentje is een beeld van Petrus of Peerke Donders aangebracht, gemaakt door beeldhouwer Manus Evers. In de rechtergevel is in een risalerend deel een tweede ingang aangebracht. Het klooster heeft een eenbeukige kapel met zadeldak. Nico Molenkamp maakte hiervoor in 1956 een kruisweg. Het gebouw heeft stijlelementen van de Amsterdamse School.
Het gebouw staat ruim honderd meter ten oosten van de Goirkese kerk, waarvan de voormalige pastorietuin, nu een buurtparkje, aan de overkant van de Pastoriestraat ligt, maar er is geen directe wandelroute.

## Afbeeldingen

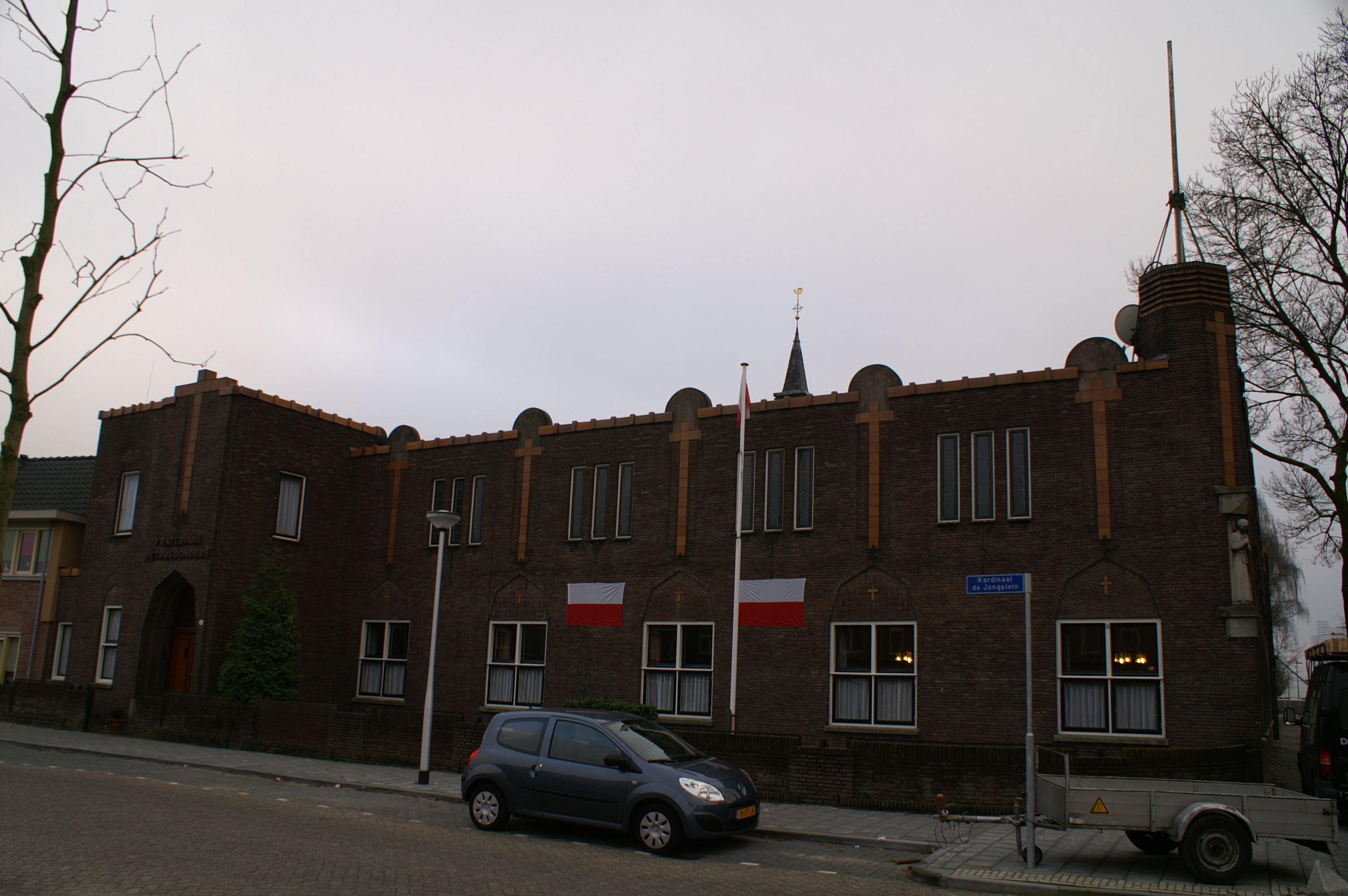
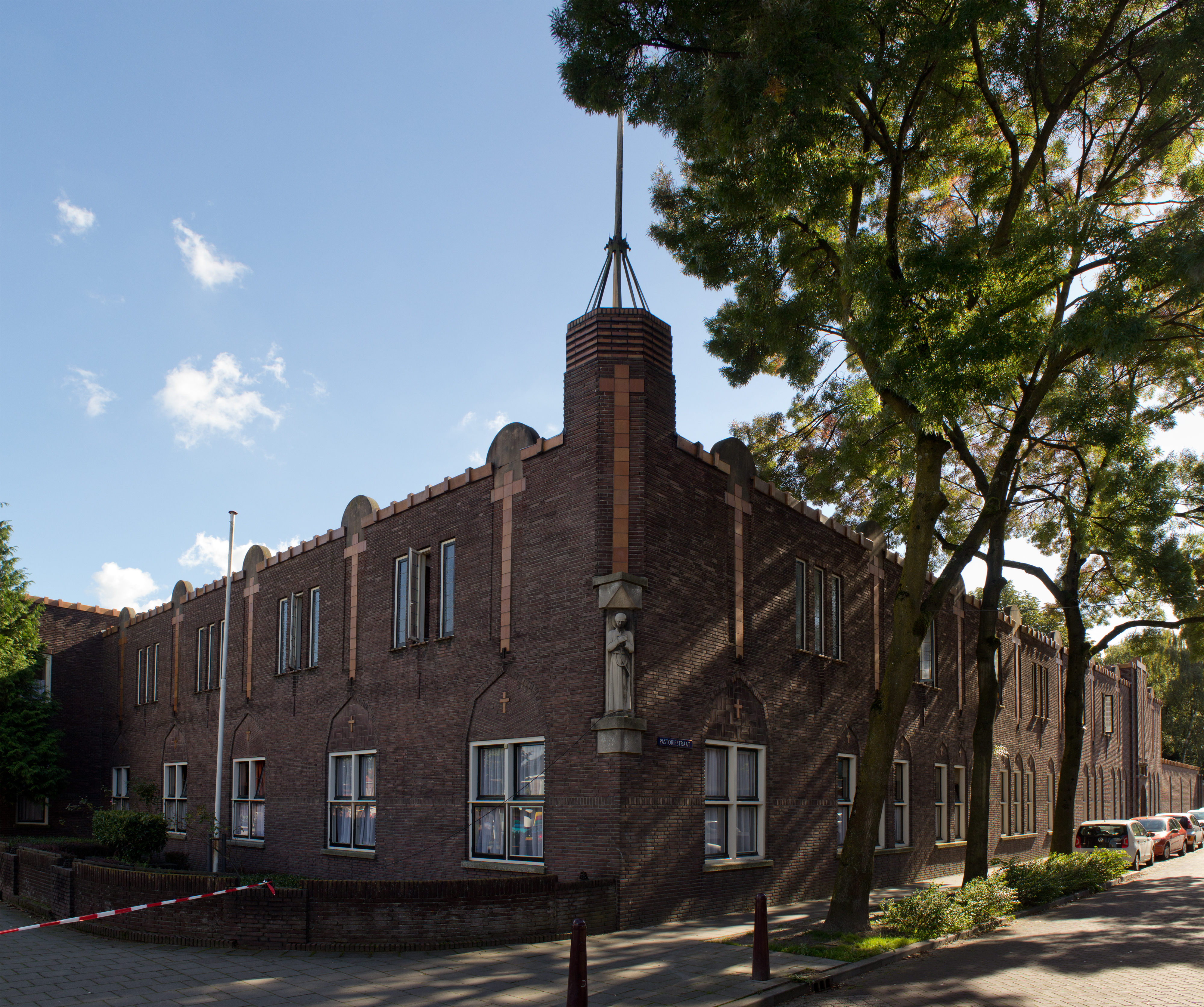

## Waardering
Het gebouw werd in 2002 als rijksmonument in het Monumentenregister opgenomen, het heeft "cultuurhistorisch belang als uitdrukking van een geestelijke ontwikkeling, namelijk de stichting van congregatiekloosters voor de geestelijke en sociale zorg en het onderwijs. Het is een voorbeeld van de typologische wordingsgang van het klooster in de stedelijke omgeving. Het heeft architectuurhistorische waarden wegens het uitzonderlijke materiaalgebruik en de detaillering in terracotta. Het is van belang vanwege de gaafheid van interieur en exterieur."